# Andrew Funk
Andrew David Funk (Warrington, 21 settembre 1999) è un cestista statunitense, professionista nella NBA.

## Carriera
Dopo aver trascorso la carriera universitaria tra i Bucknell Bisons e i Penn State Nittany Lions, nel 2023 viene inserito nel roster dei Grand Rapids Gold, squadra di NBA G League affiliata ai Denver Nuggets. Il 25 febbraio 2024 viene firmato con un two-way contract dai Chicago Bulls.

## Statistiche

### College
| Anno      | Squadra                  | PG  | PT  | MP   | TC%  | 3P%  | TL%  | RP  | AP  | PRP | SP  | PP   |
| --------- | ------------------------ | --- | --- | ---- | ---- | ---- | ---- | --- | --- | --- | --- | ---- |
| 2018-2019 | Bucknell Bison           | 33  | 0   | 14,3 | 40,7 | 34,7 | 66,7 | 1,5 | 0,7 | 0,3 | 0,0 | 4,7  |
| 2019-2020 | Bucknell Bison           | 33  | 32  | 32,6 | 39,1 | 30,2 | 70,6 | 3,9 | 1,7 | 0,8 | 0,2 | 10,8 |
| 2020-2021 | Bucknell Bison           | 12  | 12  | 33,8 | 41,1 | 26,9 | 85,4 | 4,3 | 1,5 | 0,8 | 0,1 | 12,9 |
| 2021-2022 | Bucknell Bison           | 32  | 32  | 36,6 | 43,2 | 36,3 | 76,1 | 3,6 | 3,0 | 0,8 | 0,3 | 17,6 |
| 2022-2023 | Penn State Nittany Lions | 37  | 37  | 34,5 | 44,4 | 41,2 | 86,7 | 3,0 | 1,1 | 0,5 | 0,1 | 12,5 |
| Carriera  | Carriera                 | 147 | 113 | 29,9 | 42,1 | 35,7 | 78,4 | 3,1 | 1,6 | 0,6 | 0,1 | 11,5 |

### NBA

#### Regular Season
| Anno      | Squadra       | PG | PT | MP  | TC% | 3P% | TL% | RP  | AP  | PRP | SP  | PP  |
| --------- | ------------- | -- | -- | --- | --- | --- | --- | --- | --- | --- | --- | --- |
| 2023-2024 | Chicago Bulls | 5  | 0  | 2,6 | 0,0 | 0,0 | -   | 0,0 | 0,0 | 0,2 | 0,2 | 0,0 |
| Carriera  | Carriera      | 5  | 0  | 2,6 | 0,0 | 0,0 | -   | 0,0 | 0,0 | 0,2 | 0,2 | 0,0 |